# La gente de Vicente
La gente de Vicente est une bande dessinée espagnole illustrée par Francisco Ibáñez, appartenant à la franchise Mortadel et Filémon, éditée en 1979.

## Synopsis
Face à la vague de criminalité croissante qui sévit dans le pays, le Super décide de créer un groupe d'élite à l'image des hommes d'Harrelson - c'est pourquoi il les appelle « les gens de Vicente ». N'ayant personne d'autre à sa disposition, il n'a d'autre choix que de faire appel à Mortadel et Filémon. La moitié des affaires à résoudre sont généralement des malentendus insensés et il n'y a pas de crime. Et lorsqu'il y a un vrai crime, Mortadel et Filémon soit échouent dans leur mission, soit la résolvent, mais en beauté.